# Segeltörn

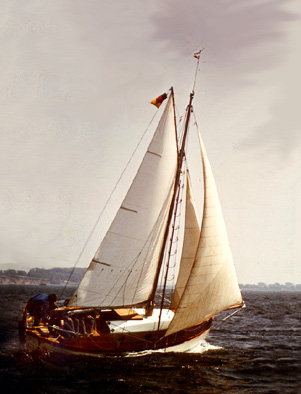
Auf einem Segeltörn

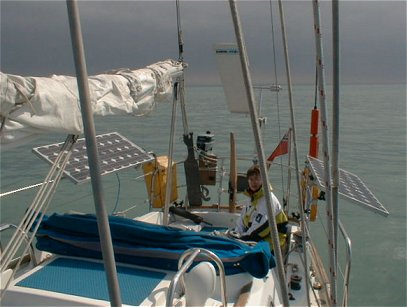
Segelschiff auf Langzeittörn

Ein Segeltörn (auch nur: Törn) ist die heutige Bezeichnung für eine Strecke, eine Regatta oder auch für eine ganze Reise, die mit einem Segelboot, einer Segelyacht oder einem Motorsegler unter Segeln zurückgelegt wird. Der Hauptzweck ist dabei das Segeln selbst und weniger die Beförderung von Personen und Gütern.
Segeltörns werden zumeist aktiv durchgeführt, das heißt, man ist Teil der Mannschaft und arbeitet beim Segeln mit. Unternehmen, die Segelfahrzeuge für Törns verschiedener Weite und Dauer vermieten, nennt man Vercharterer.
Man kann aber auch als Gast auf dem Segelboot einen Törn mitmachen. Hier gibt es unter anderem das Konzept Hand gegen Koje, bei dem man gegen Mitarbeit an Bord kostenlos mitfahren kann. Nicht zuletzt gibt es auch verschiedene Varianten, als Gast bzw. Tourist auf großen Segelschiffen und Windjammern einen Kreuzfahrtsegeltörn mitzumachen.
Man spricht von einem Meilentörn, wenn der Törn auf das Zurücklegen größerer Strecken ausgerichtet ist. Ein Ausbildungstörn bezeichnet einen Segeltörn, bei dem die Mitsegler für den praktischen Teil eines Segelscheins ausgebildet werden. Bei einem Schwerwettertörn lernen Skipper das Verhalten im Sturm und die Sturmtaktik. Von einem Überführungstörn spricht man, wenn Ziel des Törns die Überführung einer Yacht an einen anderen Ort ist. Solche Törns stellen sich in der Praxis meist als Meilentörns dar.